# Karl Gerhard (staty)

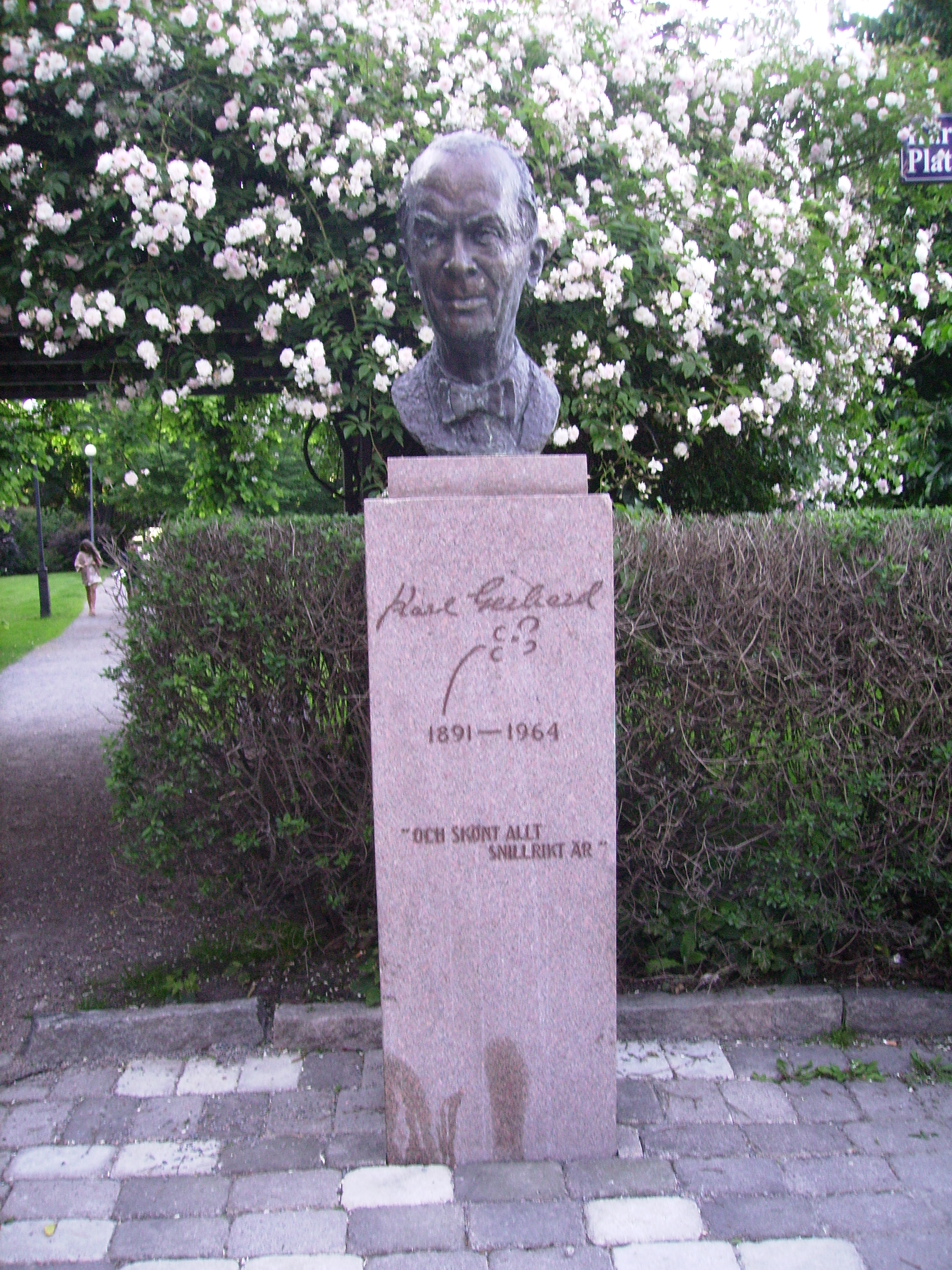
Karl Gerhards byst på Karl Gerhards plats i Lorensbergsparken.

Karl Gerhard står byst på Karl Gerhards plats i Lorensbergsparken mitt emot entrén till Lorensbergsteatern i Göteborg.
Konstverket av Karl Gerhard avtäcktes 1968 i Lorensbergsparken utanför Teaterhistoriska museet. Den är utförd av Carina Ari. På sockeln står "... och skönt allt snillrikt är..."